# Fighting General Daimos
Fighting General Daimos (яп. 闘将ダイモス Тосё Даймосу, Полководец Даймос) — аниме-сериал, выпущенный студией Sunrise. Является последней частью трилогии Chou Denji Robo Com Battler V и Chou Denji Machine Voltes V. Транслировался по телеканалу TV Asahi с 1 апреля 1978 года по 27 января 1979 года. Всего выпущено 44 серии аниме. Сериал был дублирован на английском, французском, итальянском, тагальском языках и показывался в Польше. В 1980 году отредактированный фильм показан в США под названием Starbirds.

## Сюжет
После уничтожения родного мира Баам, его обитатели, разумные существа, похожие на людей, только с большими белыми крыльями, прибыли на Луну на дипломатические переговоры о возможности эмиграции на Землю. Однако в ходе переговоров на лидера Леона совершается покушение и земную делегацию арестовывают, а одного из представителей — доктора Рюдзаки расстреливают.
Сразу после этих событий баамцы вторжение на Землю. Возглавлять армию начинает сын Леона — адмирал Рихтер, который располагает многотысячной армией механических монстров. Единственный, кто может им противостоять — суперробот Даймос и его пилот Кадзуя Рюдзаки. Главный герой влюбляется в загадочную девушку Эрику, которая оказывается сестрой Рихтера. Он осознаёт, что эта борьба приносит вред не только людям, но и баамцам, которые, потеряв дом и оказавшись в безвыходной ситуации, стали жертвой инцидента во время переговоров. Кадзуя должен найти способ решить конфликт мирным путём и попытаться помирить обе стороны. Позже он узнаёт, что главной причиной конфликта является советник покойного короля и алчный саботажник Ольбан, который подослал своего человека, чтобы тайно убить правителя и подставить людей. Его не интересует мир с людьми, а лишь власть. В конце истории Рюдзаки и Рихтер объединяют силы, чтобы уничтожить Ольбана и спасти баамскую колонию на астероиде, которую злодей послал на столкновение с Юпитером. После этого Рихтер, отягощённый виной перед людьми, направляет свой корабль к планете, совершая самоубийство. Кадзуя и Эрика должны решить, как жить дальше.

## Роли озвучивали
| Актёр           | Роль                            |
| --------------- | ------------------------------- |
| Акира Камия     | Кадзуя Рюдзаки                  |
| Миюки Уэда      | Эрика                           |
| Осаму Итикава   | адмирал Рихтер                  |
| Кадзуюки Согабэ | Кёсиро Юдзуки                   |
| Ёко Кури        | Нана Идзуми                     |
| Хисаси Кацута   | Синъитиро Идзуми, Ольбан        |
| Ё Иноуэ         | Каиро                           |
| Масако Нодзава  | Гэнта                           |
| Тэссё Гэнда     | Кито                            |
| Миёко Асо       | Маргарет, Оканэ                 |
| Сёдзо Идзука    | Исаму Рюдзаки, Бальбас          |
| Тамио Оки       | генерал-полковник Сакамори Мива |
| Кадзуя Татэкабэ | Геория                          |
| Кадзуко Янага   | Райза                           |
| Хироя Исимару   | Гёрни Халлек                    |
| Макио Иноэ      | Айзам                           |
| Кэндзи Уцуми    | Барандок                        |
| Мари Окамото    | Синди                           |
| Масато Ибу      | Меруби                          |
| Рюсэй Накао     | брат Бальбаса                   |

## Выпуск на видео
В 2021 году сериал был издан американской компанией Discotek Media на Blu-ray, однако это стандартное качество (480i) со звуком Dolby Digital 2.0 Mono.

## Игрушки
Компания Popy впервые начала выпускать пластмассовые игрушки во время показа аниме. Они импортировались в США компанией Bandai как часть серии Godaikin в 1980-е годы.
Popy также выпускала серии игрушек Jumbo Machinder и новые версии робота Daimos, которые поставлялись на американский рынок компанией Mattel как часть линии Shogun Warriors.
В 2008 году компания Bandai снова начала выпускать игрушки Daimos как часть линии Soul of Chogokin. Они стали более качественными и детализированными, способными трансформироваться.

## Компьютерные игры
Даймос неоднократно появлялся в известной серии Super Robot Wars. Робот присутствует в следующих играх: 4th Super Robot Wars (1995), Super Robot Wars Compact (1999), Super Robot Wars A (2001), 2nd Super Robot Wars Alpha (2003), Super Robot Wars MX (2004), 3rd Super Robot Wars Alpha: To the End of the Galaxy (2005) и Super Robot Wars A Portable (2008).

## Отзывы
Джонатан Клементс и Хелен Маккарти в энциклопедии назвали Tosho Daimos историей про Ромео и Джульетту с гигантскими роботами. Сериал не достиг звёздной популярности эпических работ Го Нагаи, таких как «Грендайзер». Зато в качестве приглашённого дизайнера мехов выступил Ютака Идзубути. Анимационный фильм являлся театральной версией 24 эпизода. В 1980 году в США он был отредактирован New Hope Productions в 90-минутный формат и показан по кабельному каналу Showtime как Starbirds, робота переименовали в «Динамо», а новый саундтрек сознательно отсылал к «Звёздным войнам».
В 2018 году Идзубути вспоминал, что он пришёл на студию и познакомился с Тадао Нагахамой, который сказал: «Почему бы тебе не попробовать?». Многие годы спустя маловероятно, что поклонники будут разговаривать с режиссёром около 3 часов в кофейне. Нагахама был особенным даже в то время, фанатом-любителем. Меха-дизайн обычно не делается в аниме-студии, а является внешним заказом. «Даймос» был создан Sunrise, а Toei финансировала производство.